# Phascolosoma nordfolcense
Phascolosoma nordfolcense är en stjärnmaskart som först beskrevs av Brandt 1835.  Phascolosoma nordfolcense ingår i släktet Phascolosoma och familjen Phascolosomatidae. Inga underarter finns listade i Catalogue of Life.